# Торнский анналист
То́рнский аннали́ст лат. Annalista Torunensis — написанное на латинском языке историческое сочинение XV в. Охватывает период с 941 по 1410 гг. Содержит сведения по истории Тевтонского ордена и соседних стран.

## Издания
- Franciscani Thorunensis Annales Prussici (941—1440). Johanns von Posilge, Officials von Pomesanien, Chronik des Landes Preussen (von 1360 an, fortgesetzt bis 1419) zugleich mit den auf Preussen bezueglichen Abschnitten aus der Chronik Detmar’s von Luebeck // Scriptores rerum prussicarum. Bd. III. Leipzig. 1866.

## Переводы на русский язык
- Торнский анналист в переводе И. М. Дьяконова на сайте Восточная литература

- Продолжение за 1410—1540 гг. в переводе И. М. Дьяконова на сайте Восточная литература